# Current Time
"Настоящее время" ("Nastoyashchee vremya") is een Russischtalig televisiekanaal met een redactie in Praag, opgericht door de mediacorporatie "Radio Free Europe/Radio Liberty" met de deelname van "Voice of America". Het kanaal wordt gefinancierd door subsidies van het Amerikaanse Congres via het Amerikaanse Agentschap voor Global Media. Volgens informatie op de officiële website is het voor vertegenwoordigers van de Amerikaanse regering, waaronder de voorzitter van de Broadcasting Board of Governors, verboden om in de werkzaamheden van de journalisten van het kanaal te interfereren. De taak van het kanaal is het "bevorderen van democratische waarden en instellingen". Het officiële 24-uurs uitzenden begon op 7 februari 2017 en is beschikbaar op kabel-, satelliet- en digitale platforms.

## Geschiedenis
Op 14 oktober 2014, als reactie op de politieke en militaire crisis in Oekraïne, lanceerden "Svoboda" radio en Voice of America het dagelijkse programma "Настоящее время" van dertig minuten. In oktober 2016 breidde het project uit en begon het als televisiekanaal te functioneren. De uitvoerend producent Kenan Aliyev zei in een interview met Reuters: "We geloven dat ons objectieve en evenwichtige kanaal een alternatief zal zijn voor de desinformatie en leugens die we soms zien in Russische staatsmedia." Volgens Glenn Kates, hoofd van de digitale uitzendafdeling van "Настоящее время", werd het team geïnspireerd door de groeiende populariteit van korte video's op Facebook, aangeboden door media zoals BuzzFeed en Al Jazeera. Volgens Daisy Sindelar, directeur van het mediaproject, is het potentiële bereik van het kanaal 3,5 miljoen huishoudens in verschillende landen.

## Politieke vervolging
Op 13 november 2017 werd het Russische televisiekanaal Russia Today in de VS geregistreerd als een "buitenlandse agent". Op 15 november dreigde het Russische ministerie van Justitie de activiteiten van het kanaal "Настоящее время" te beperken, omdat het "tekens vertoonde van het vervullen van de functies van een buitenlandse agent". Op 5 december voegde het ministerie van Justitie het kanaal toe aan het register van "buitenlandse agent" media.
In augustus 2020 werd de journalist van het kanaal Roman Vasyukovich zijn accreditering in Wit-Rusland ontnomen. Op 6 juli 2021 werd hij beboet met 870 Wit-Russische roebel voor werken zonder accreditering en vertrok hij onder druk uit het land. Op 28 oktober 2021 werd de website van het kanaal geblokkeerd in Wit-Rusland.
Op 8 oktober 2021 voegde het Russische ministerie van Justitie de journalisten Elizaveta Surnacheva en Roman Perl, die voor "Настоящее время" werkten, toe aan het register van "buitenlandse agent" media.
Op 28 februari 2022 blokkeerde Roskomnadzor, op verzoek van de Procureur-Generaal, de website van het kanaal in Rusland vanwege de berichtgeving over de invasie van Rusland in Oekraïne. Het YouTube-kanaal bleef echter actief.
Op 5 januari 2024 verklaarde een Wit-Russische rechtbank de internetpagina's van "Настоящее время" tot extremistisch.
Op 20 februari 2024 voegde het Russische ministerie van Justitie de "Radio Free Europe"-corporatie, waaronder "Настоящее время" valt, toe aan de lijst van organisaties wiens activiteiten als ongewenst worden beschouwd.